# Strelitzia nicolai
Strelitzia nicolai is een plant uit de familie Strelitziaceae. Het is een tot 10 meter hoge, groenblijvende plant met meerdere stammen met een palmachtige bladerkroon. De grijsgroene, banaanachtige bladeren zijn 1,5 tot 2,5 meter lang, afwisselend geplaatst, langwerpig en lancetvormig. Ze zitten gerangschikt in een waaiervormig patroon en ontspringen vanuit de rechte stammen. De plant lijkt hierdoor op de reizigersboom uit dezelfde plantenfamilie en op een palm. Het onderste gedeelte van de stam wordt kaal als de bladeren daar afvallen.
De bloemen bestaan uit drie witte kroonbladeren en drie violette kroonbladeren. Het grijsblauwe schutblad is haaks afstaand en tot 35 cm lang.
De botanische naam Strelitzia is afkomstig van Charlotte van Mecklenburg-Strelitz en de soortaanduiding nicolai is een eerbetoon aan Nicolaas II van Rusland.
Strelitzia nicolai is endemisch in subtropisch Zuid-Afrika. De plant kan wereldwijd worden aangetroffen in botanische tuinen.
Jonge exemplaren kunnen als kamerplant goed tegen een lage relatieve luchtvochtigheid en minder daglicht in de winter.
Als de plant in de zomer buiten staat moeten de bladeren wennen aan de felle zon om verbranding te voorkomen.